# Cece
Cece är en ort i Ungern.   Den ligger i provinsen Fejér, i den västra delen av landet, 90 km söder om huvudstaden Budapest. Cece ligger 102 meter över havet och antalet invånare är 2 843.
Terrängen runt Cece är platt. Runt Cece är det ganska glesbefolkat, med 42 invånare per kvadratkilometer. Närmaste större samhälle är Sárbogárd, 12,9 km norr om Cece. Trakten runt Cece består till största delen av jordbruksmark.